# ORCID
ORCID (Open Researcher and Contributor ID) er en ID-kode til unik identifikation af videnskabelige og andre akademiske forfattere. Dette sigter mod det problem, at forskellige personer kan have samme navn, og at én person ikke nødvendigvis har samme navn gennem hele livet, f.eks. navneskift i forbindelse med ægteskab.
ORCID leverer et unikt id, på samme måde som digital object identifiers (DOIs) gives til eksempelvis videnskabelige artikler. En ORCID-profil kan anvendes som en form for digitalt CV.
ORCID drives på non-profit basis, og man kan selv oprette sin ORCID-profil med publikationsliste og eventuelle andre oplysninger. 

## Eksempler

### Eksempel på behovet
- Hvis man har læst en publikation af en forsker ved navn "Anders Hansen" og ønsker at finde mere af samme forsker, så er det svært at begrænse søgningen til netop forsker, fordi navnet ikke er unikt. Endnu sværere bliver det, hvis navnet kun står som "A. Hansen".
- Det kan tænkes, at "Anders Hansen" på et tidspunkt i livet skifter navn til "Anders Sørensen". I dette tilfælde fortæller navnet ikke, at der er tale om samme person.

Men hvis "Anders Hansen" har en ORCID med en offentlig liste over sine publikationer, så bliver det tydeligt, hvilke publikationer der hører til netop denne forsker.

### Eksempel på ORCID
En ORCID for en (fiktiv) person er 0000-0002-1825-0097, og vedkommendes registreringer (publikationsliste m.v.) kan ses på https://orcid.org/0000-0002-1825-0097

## Praksis
ORCID er blevet meget udbredt blandt forskere, hvor millioner af personer har en ORCID-profil, som aktivt vedligeholdes.
En række videnskabelige tidsskrifter giver mulighed for, at man som forfatter kan tilføje sit ORCID til den elektroniske udgave af artiklen, sådan at ORCID-profilen let kan tilgås.

## Historie
Den 16. oktober 2012 lancerede ORCID deres service og åbnede for brugerregistrering og tildeling af identifikatorer. I 2020 rundede ORCID-systemet 10 millioner registrerede ID'er. Det aktuelle antal profiler, heraf hvor mange der aktivt opdateres pr. år, kan læses på ORCID's statistik-side .